# Mliništak
Izvor Mliništak (Mlinište) je geomorfološki spomenik prirode koji se nalazi između Jablanice i Grabovice.
Nalazi se na lijevoj obali Neretve, u koju se njegove vode ulijevaju nakon 60 metara toka. Izvor Mlinštak je vrlo jak i predstavlja zanimljiv krški fenomen ovoga područja. Prema nekim ispitivanja koja su rađena 1950-ih voda iz ovoga izvora dolazi iz Nevesinjskog polja. Kilometar uzvodno nalazi se još jedan sličan izvor zvan Perutac.